# Milán AC 2001/2002
Tento článek se podrobně zabývá událostmi ve fotbalovém klubu AC Milán (tehdy pod názvem Milán AC) v sezoně 2001/2002 a jeho působení v nejvyšší lize, domácího poháru a v Poháru UEFA.

## Realizační tým
| Post                                    | Jméno                                                                     |
| --------------------------------------- | ------------------------------------------------------------------------- |
| Hlavní trenér                           | Fatih Terim (do 5.11. 2001) Carlo Ancelotti                               |
| Asistent trenéra                        | Antonio Di Gennaro (do 5.11. 2001) Giorgio Ciaschini                      |
| Trenér brankářů                         | Andrea Pazzagli (do 5.11. 2001) William Vecchi                            |
| Sportovní trenéři                       | Vincenzo Pincolini, Agostino Tibaudi, William Tillson, Daniele Tognaccini |
| Klubové vedení                          |                                                                           |
| Prezident klubu                         | Silvio Berlusconi                                                         |
| Zástupce prezidenta a generální ředitel | Adriano Galliani                                                          |
| Zástupce prezidenta klubu               | Paolo Berlusconi, Franco Baresi, Gianni Nardi                             |
| Sportovní ředitel                       | Ariedo Braida                                                             |
| Organizační ředitel                     | Umberto Gandini                                                           |
| Vedoucí klubu                           | Silvano Ramaccioni                                                        |

## Soupiska
Aktuální k datu 30. června 2002.
| Číslo | Pozice | Nár.              | Hráč                  | Datum narození a věk        | Od roku | Předchozí angažmá | Poznámka                    |
| ----- | ------ | ----------------- | --------------------- | --------------------------- | ------- | ----------------- | --------------------------- |
| 1     | B      | Itálie            | Sebastiano Rossi      | 20. července 1964 (60 let)  | 1990    | Cesena            |                             |
| 2     | O      | Dánsko            | Thomas Helveg         | 24. června 1971 (53 let)    | 1998    | Udine             |                             |
| 3     | O      | Itálie            | Paolo Maldini         | 26. června 1968 (56 let)    | 1984    | Juniorka          |                             |
| 4     | O      | Itálie            | Demetrio Albertini    | 23. srpna 1971 (53 let)     | 1988    | Juniorka          |                             |
| 5     | O      | Itálie            | Alessandro Costacurta | 24. dubna 1966 (59 let)     | 1986    | Juniorka          |                             |
| 7     | Ú      | Ukrajina          | Andrij Ševčenko       | 29. září 1976 (48 let)      | 1999    | Kyjev             |                             |
| 8     | Z      | Itálie            | Gennaro Gattuso       | 9. ledna 1978 (47 let)      | 1999    | Salernitana       |                             |
| 9     | Ú      | Itálie            | Filippo Inzaghi       | 9. srpna 1973 (51 let)      | 2001    | Juventus          |                             |
| 10    | Z      | Portugalsko       | Rui Costa             | 29. března 1972 (53 let)    | 2001    | Fiorentina        |                             |
| 11    | Ú      | Nigérie           | Mohammed Aliyu Datti  | 14. března 1982 (43 let)    | 1998    | Ravenna           |                             |
| 12    | B      | Itálie            | Valerio Fiori         | 27. dubna 1969 (56 let)     | 1999    | Piacenza          |                             |
| 13    | O      | Gruzie            | Kacha Kaladze         | 27. února 1978 (47 let)     | 2001    | Kyjev             |                             |
| 14    | Ú      | Španělsko         | Jose Mari             | 10. prosince 1978 (46 let)  | 1999    | Atlético          |                             |
| 15    | Z      | Itálie            | Massimo Donati        | 26. března 1981 (44 let)    | 2001    | Atalanta          |                             |
| 16    | O      | Argentina         | José Antonio Chamot   | 17. května 1969 (56 let)    | 2000    | Atlético          |                             |
| 18    | B      | Itálie            | Christian Abbiati     | 8. července 1977 (47 let)   | 1998    | Monza             |                             |
| 19    | Ú      | Španělsko         | Javi Moreno           | 10. září 1974 (50 let)      | 2001    | Alavés            |                             |
| 20    | O      | Senegal           | Mohammud Adama Sarr   | 23. prosince 1983 (41 let)  | 2001    | Treviso           |                             |
| 21    | Z      | Itálie            | Andrea Pirlo          | 19. května 1979 (45 let)    | 2001    | Inter             |                             |
| 22    | O      | Rumunsko          | Cosmin Contra         | 15. prosince 1975 (49 let)  | 2001    | Alavés            | odešel v srpnu              |
| 23    | Z      | Itálie            | Massimo Ambrosini     | 29. května 1977 (47 let)    | 1995    | Cesena            |                             |
| 24    | O      | Dánsko            | Martin Laursen        | 26. července 1977 (47 let)  | 2001    | Parma             |                             |
| 25    | O      | Brazílie          | Roque Júnior          | 31. srpna 1976 (48 let)     | 2000    | Palmeiras         | odešel v zimě               |
| 26    | Ú      | Bělorusko         | Vitalij Kutuzov       | 20. března 1980 (45 let)    | 2001    | Borisov           | v lednu odešel na hostování |
| 27    | Z      | Brazílie          | Serginho              | 27. června 1971 (53 let)    | 1999    | São Paulo         |                             |
| 29    | Z      | Francie · Senegal | Ibrahim Ba            | 12. listopadu 1973 (51 let) | 1997    | Bordeaux          | přišel v lednu              |
| 30    | Z      | Argentina         | Fernando Redondo      | 6. června 1969 (55 let)     | 2000    | Real              |                             |
| 32    | Z      | Itálie            | Cristian Brocchi      | 30. ledna 1976 (49 let)     | 2001    | Inter             |                             |
| 34    | Z      | Turecko           | Ümit Davala           | 30. července 1973 (51 let)  | 2001    | Galasataray       |                             |
| 55    | Z      | Itálie            | Marco Donadel         | 21. dubna 1983 (42 let)     | 2000    | Juniorka          |                             |
| 69    | Ú      | Itálie            | Marco Simone          | 7. ledna 1969 (56 let)      | 2001    | Monako            |                             |
| 77    | O      | Itálie            | Francesco Coco        | 8. ledna 1977 (48 let)      | 1995    | Juniorka          |                             |
| 83    | Z      | Gabon             | Catilina Aubameyang   | 1. září 1983 (41 let)       | 2001    | Regginana         |                             |

### Změny v kádru v letním přestupovém období 2001[1]
| Přišli do týmu | Přišli do týmu | Přišli do týmu       | Přišli do týmu | Přišli do týmu   | Přišli do týmu             | Přišli do týmu  | Odešli z týmu | Odešli z týmu     | Odešli z týmu           | Odešli z týmu | Odešli z týmu           | Odešli z týmu | Odešli z týmu  |
| Pozice         | Nár.           | Hráč                 | Věk            | Odkud přišel     | Typ                        | Cena            | Pozice        | Nár.              | Hráč                    | Věk           | Kam odešel              | Typ           | Cena           |
| O              | Rumunsko       | Cosmin Contra        | 25             | Deportivo Alavés | přestup                    | 7 mil. Euro     | B             | Brazílie          | Dida                    | 27            | SC Corinthians Paulista | hostování     |                |
| O              | Argentina      | Fabricio Coloccini   | 19             | San Lorenzo      | návrat z hostování         |                 | O             | Argentina         | Fabricio Coloccini      | 19            | Deportivo Alavés        | hostování     | 0,75 mil. Euro |
| O              | Dánsko         | Martin Laursen       | 24             | Parma AC         | hostování s opcí           | 0,5 mil Euro    | O             | Itálie            | Francesco Coco          | 24            | FC Barcelona            | hostování     | 1 mil. Euro    |
| O              | Senegal        | Mohammud Adama Sarr  | 17             | Treviso FBC      | přestup                    | ?               | O             | Itálie            | Daniele Daino           | 21            | Derby County            | hostování     |                |
| O              | Nigérie        | Taribo West          | 27             | Derby County     | návrat z hostování         |                 | O             | Nigérie           | Taribo West             | 27            | konec smlouvy           |               |                |
| O              | Itálie         | Cristian Zenoni      | 24             | Atalanta BC      | přestup                    | ?               | O             | Itálie            | Cristian Zenoni         | 24            | Juventus FC             | přestup       | 15,5 mil. Euro |
| Z              | Chorvatsko     | Dražen Brnčić        | 29             | Vicenza Calcio   | návrat z hostování         |                 | O             | Itálie            | Luigi Sala              | 27            | Atalanta BC             | přestup       | 2,5 mil. Euro  |
| Z              | Itálie         | Cristian Brocchi     | 25             | FC Inter Milán   | přestup                    | ?               | Z             | Francie · Senegal | Ibrahim Ba              | 27            | Olympique Marseille     | hostování     |                |
| Z              | Itálie         | Massimo Donati       | 20             | Atalanta BC      | přestup                    | 15 mil. Euro    | O             | Chorvatsko        | Zvonimir Boban          | 32            | Celta de Vigo           | přestup       | zadarmo        |
| Z              | Itálie         | Andrea Pirlo         | 22             | FC Inter Milán   | přestup                    | 17 mil. Euro    | Z             | Chorvatsko        | Dražen Brnčić           | 29            | FC Inter Milán          | přestup       | ?              |
| Z              | Portugalsko    | Rui Costa            | 29             | AC Fiorentina    | přestup                    | 41,32 mil. Euro | Z             | Uruguay           | Pablo García            | 24            | AC Benátky              | hostování     |                |
| Z              | Turecko        | Ümit Davala          | 28             | Galatasaray SK   | přestup                    | 5 mil. Euro     | Z             | Itálie            | Federico Giunti         | 29            | Brescia Calcio          | přestup       | 0,95 mil. Euro |
| Ú              | Nigérie        | Mohammed Aliyu Datti | 19             | Calcio Monza     | návrat z hostování         |                 | Z             | Argentina         | Andrés Guglielminpietro | 27            | FC Inter Milán          | přestup       | ?              |
| Ú              | Itálie         | Filippo Inzaghi      | 27             | Juventus FC      | přestup                    | 36,15 mil. Euro | Z             | Brazílie          | Leonardo                | 31            | FC São Paulo            | přestup       | zadarmo        |
| Ú              | Španělsko      | Javi Moreno          | 26             | Deportivo Alavés | přestup                    | 16 mil. Euro    | Ú             | Německo           | Oliver Bierhoff         | 33            | AS Monaco               | přestup       | zadarmo        |
| Ú              | Bělorusko      | Vitalij Kutuzov      | 21             | Bate Borisov     | přestup                    | 3,5 mil. Euro   | Ú             | Itálie            | Gianni Comandini        | 24            | Atalanta BC             | přestup       | ?              |
| Ú              | Itálie         | Marco Simone         | 32             | AS Monako        | hostování                  |                 | Ú             | Itálie            | Luca Saudati            | 22            | Atalanta BC             | přestup       | 10 mil. Euro   |
| Ú              | Itálie         | Luca Saudati         | 22             | AC Perugia       | vykoupené spoluvlastnictví | ?               |               |                   |                         |               |                         |               |                |

### Změny v kádru v zimním přestupovém období 2002[2]
| Přišli do týmu | Přišli do týmu    | Přišli do týmu | Přišli do týmu | Přišli do týmu      | Přišli do týmu     | Přišli do týmu | Odešli z týmu | Odešli z týmu | Odešli z týmu | Odešli z týmu | Odešli z týmu | Odešli z týmu | Odešli z týmu |
| Pozice         | Nár.              | Hráč           | Věk            | Odkud přišel        | Typ                | Cena           | Pozice        | Nár.          | Hráč          | Věk           | Kam odešel    | Typ           | Cena          |
| O              | Itálie            | Daniele Daino  | 22             | Derby County        | návrat z hostování |                | O             | Itálie        | Daniele Daino | 22            | AC Perugia    | hostování     |               |
| Z              | Francie · Senegal | Ibrahim Ba     | 28             | Olympique Marseille | návrat z hostování |                |               |               |               |               |               |               |               |

## Zápasy v sezoně 2001/2002

### Serie A (Italská liga)
|              | ATA | BEN | BOL | BRE | CHI | FIO | INT | JUV | LAZ | LEC | PAR | PER | PIA | ŘÍM | TUR | UDI | VER |
| ------------ | --- | --- | --- | --- | --- | --- | --- | --- | --- | --- | --- | --- | --- | --- | --- | --- | --- |
| Utkání doma  | 0:0 | 1:1 | 0:0 | 0:0 | 3:2 | 5:2 | 0:1 | 1:1 | 2:0 | 3:0 | 3:1 | 1:1 | 0:0 | 0:0 | 2:1 | 2:3 | 2:1 |
| Utkání venku | 1:1 | 4:1 | 0:2 | 2:2 | 1:1 | 1:1 | 4:2 | 0:1 | 1:1 | 1:0 | 1:0 | 1:3 | 1:0 | 0:1 | 0:1 | 2:1 | 2:1 |

Tabulka
| Poř. | Tým             | Z  | V  | R  | P  | VG | OG | B  |
| ---- | --------------- | -- | -- | -- | -- | -- | -- | -- |
| 1.   | Juventus FC     | 34 | 20 | 11 | 3  | 64 | 23 | 71 |
| 2.   | AS Řím          | 34 | 19 | 13 | 2  | 58 | 24 | 70 |
| 3.   | FC Inter Milán  | 34 | 20 | 9  | 5  | 62 | 35 | 69 |
| 4.   | Milán AC        | 34 | 14 | 13 | 7  | 47 | 33 | 55 |
| 5.   | AC ChievoVerona | 34 | 14 | 12 | 8  | 57 | 52 | 54 |
| 6.   | SS Lazio        | 34 | 14 | 11 | 9  | 50 | 37 | 53 |
| 7.   | Bologna FC 1909 | 34 | 15 | 7  | 12 | 40 | 40 | 52 |
| 8.   | AC Perugia      | 34 | 13 | 7  | 14 | 38 | 46 | 46 |
| 9.   | Atalanta BC     | 34 | 12 | 9  | 13 | 41 | 52 | 45 |
| 10.  | Parma AC        | 34 | 12 | 8  | 14 | 43 | 47 | 44 |

Poznámky
- Z = Odehrané zápasy; V = Vítězství; R = Remízy; P = Prohry; VG = Vstřelené góly; OG = Obdržené góly; B = Body

|  | Mistr ligy a Přímý postup do Ligy mistrů 2002/2003 |
|  | Přímý postup do Ligy mistrů 2002/2003              |
|  | Postup do 3. předkola Ligy mistrů 2002/2003        |
|  | Přímý postup do 1. kola Poháru UEFA 2002/2003      |

### Coppa Italia (Italský pohár)

#### osmifinále
| 1. zápas 13. listopadu 2001 | Milán AC                                        | 3 – 0  | AC Perugia | Stadio Giuseppe Meazza, Milán           |  |  |
| 20:45 SELČ                  | 50', 73' Filippo Inzaghi 45(vl.)' Sean Sogliano | Report |            | Diváci: 5.569 Rozhodčí: Diego Preschern |  |  |
|                             |                                                 |        |            |                                         |  |  |

| 2. zápas 28. listopadu 2001 | AC Perugia | 0 – 0  | Milán AC | Stadio Renato Curi, Perugia           |  |  |
| 18:00 SELČ                  |            | Report |          | Diváci: 1.858 Rozhodčí: Tiziano Pieri |  |  |
|                             |            |        |          |                                       |  |  |

#### čtvrtfinále
| 1. zápas 10. ledna 2002 | Milán AC                            | 2 – 1  | SS Lazio  | Stadio Giuseppe Meazza, Milán            |  |  |
| 20:45 SELČ              | 22' Marco Simone 90+1)' Javi Moreno | Report | 45' César | Diváci: 5.391 Rozhodčí: Domenico Messina |  |  |
|                         |                                     |        |           |                                          |  |  |

| 2. zápas 16. ledna 2002 | SS Lazio                             | 2 – 3  | Milán AC                          | Stadio Olimpico, Řím                     |  |  |
| 20:45 SELČ              | 23' Simone Inzaghi 76' Hernán Crespo | Report | 53', 56' Javi Moreno 6' Jose Mari | Diváci: 15.000 Rozhodčí: Stefano Pessina |  |  |
|                         |                                      |        |                                   |                                          |  |  |

#### semifinále
| 1. zápas 23. ledna 2002 | Milán AC        | 1 – 2  | Juventus FC                                        | Stadio Giuseppe Meazza, Milán            |  |  |
| 20:45 SELČ              | 39' Javi Moreno | Report | 48' Alessandro Birindelli 86' Alessandro Del Piero | Diváci: 27.687 Rozhodčí: Stefano Braschi |  |  |
|                         |                 |        |                                                    |                                          |  |  |

| 2. zápas 6. února 2002 | Juventus FC            | 1 – 1  | Milán AC      | Stadio delle Alpi, Turín               |  |  |
| 20:45 SELČ             | 62' Gianluca Zambrotta | Report | 27' Jose Mari | Diváci: 15.000 Rozhodčí: Paolo Bertini |  |  |
|                        |                        |        |               |                                        |  |  |

### Pohár UEFA 2001/2002

#### 1. kolo
| 1. zápas 20. září 2001 | Bate Borisov | 0 – 2  | Milán AC                            | Stadion Dinamo, Minsk                |  |
| 20:30 SELČ |              | Report | 64' Andrij Ševčenko 88' Javi Moreno | Diváci: 4.500 Rozhodčí: Stephen Dunn |  |
| Poznámky: Sestava: Abbiati – Maldini (K), Laursen, Roque Junior, Contra (28. Gattuso) – Serginho, Donati (46. Pirlo), Albertini, Brocchi (83. Sarr) – Ševčenko, Javi Moreno |              |        |                                     |                                      |  |

| 2. zápas 27. září 2001 | Milán AC                                                                        | 4 – 0  | Bate Borisov | Stadio Giuseppe Meazza, Milán            |  |
| 20:45 SELČ | 21' Rui Costa 46' Javi Moreno 56' Adama Mohamed Sarr 74 (pen.)' Filippo Inzaghi | Report |              | Diváci: 6.000 Rozhodčí: Franz-Xaver Wack |  |
| Poznámky: Sestava: Rossi – Kaladze (75. Danadel), Roque Junior, Costacurta (K), Sarr – Brocchi (82. C. Aubameyang), Donati, Pirlo, Helveg – Rui Costa (61. Inzaghi) – Javi Moreno |                                                                                 |        |              |                                          |  |

#### 2. kolo
| 1. zápas 18. října 2001 | Milán AC                          | 2 – 0  | CSKA Sofia | Stadio Giuseppe Meazza, Milán           |  |
| 20:45 SELČ | 20' Rui Costa 51' Andrij Ševčenko | Report |            | Diváci: 6.759 Rozhodčí: Claus Bo Larsen |  |
| Poznámky: Sestava: Abbiati – Maldini (K), Roque Junior, Costacurta, Contra – Kaladze, Albertini (46. Gattuso), Brocchi – Rui Costa (85. Pirlo) – Inzaghi (46. Serginho), Ševčenko |                                   |        |            |                                         |  |

| 2. zápas 1. listopadu 2001 | CSKA Sofia | 0 – 1  | Milán AC            | Stadion Bulharské armády, Sofie            |  |
| 17:45 SELČ |            | Report | 62' Filippo Inzaghi | Diváci: 22.000 Rozhodčí: Dermont Gallagher |  |
| Poznámky: Sestava: Abbiati – Kaladze, Laursen, Roque Junior, Helveg (K) – Serginho, Gattuso, Donati, Contra (71. Brocchi) – Rui Costa (67. Pirlo) – Inzaghi (75. Javi Moreno) |            |        |                     |                                            |  |

#### 3. kolo
| 1. zápas 22. listopadu 2001 | Milán AC                                | 2 – 0  | Sporting CP | Stadio Giuseppe Meazza, Milán                         |  |
| 20:45 SELČ | 37' Andrij Ševčenko 77' Filippo Inzaghi | Report |             | Diváci: 10.132 Rozhodčí: Juan Antonio Fernéndez Marín |  |
| Poznámky: Sestava: Abbiati – Kaladze, Laursen, Costacurta (K), Helveg – Albertini, Gattuso (89. Brocchi), Serginho (85. Contra) – Rui Costa – Inzaghi (79. Donati), Ševčenko |                                         |        |             |                                                       |  |

| 2. zápas 6. prosince 2001 | Sporting CP        | 1 – 1  | Milán AC        | Estádio José Alvalade, Lisabon          |  |
| 20:45 SELČ | 11' Marius Niculae | Report | 90' Javi Moreno | Diváci: 37.523 Rozhodčí: Ryszard Wójcik |  |
| Poznámky: Sestava: Abbiati – Maldini (K), Roque Junior, Costacurta, Helveg – Kaladze, Gattuso, Donati, Contra (86. Laursen) – Rui Costa (70. Javi Moreno) – Ševčenko |                    |        |                 |                                         |  |

#### 4. kolo
| 1. zápas 19. února 2002 | Roda JC Kerkrade | 0 – 1  | Milán AC      | Parkstad Limburg Stadion, Kerkrade     |  |
| 18:00 SELČ |                  | Report | 29' Jose Mari | Diváci: 20.000 Rozhodčí: Graham Barber |  |
| Poznámky: Sestava: Abbiati – Chamot, Laursen (65. Kaladze), Roque Junior, Contra (83. Costacurta) – Jose Mari, Albertini (K), Gattuso, Serginho – Pirlo (70. Rui Costa) – Ševčenko |                  |        |               |                                        |  |

| 2. zápas 28. února 2002 | Milán AC | 0 – 1 (3:2 na pen.) | Roda JC Kerkrade  | Stadio Giuseppe Meazza, Milán          |  |
| 20:45 SELČ |          | Report              | 70' Mark Luijpers | Diváci: 7.291 Rozhodčí: Wolfgang Stark |  |
| Poznámky: Sestava: Abbiati – Chamot, Laursen, Roque Junior, Contra – Kaladze, Donati (105. Pirlo), Gattuso (K), Jose Mari – Rui Costa (68. Simone) – Javi Moreno (81. Brocchi) |          |                     |                   |                                        |  |

|                                                                     |       | Penaltový rozstřel                                                          |  |
| Cristian Brocchi Jose Mari Kacha Kaladze Andrea Pirlo Cosmin Contra | 3 – 2 | Giannīs Anastasiou Garba Lawal Tom Soetaers Mark Luijpers Eric van der Luer |  |

#### Čtvrtfinále
| 1. zápas 14. března 2002 | Hapoel Tel Aviv FC    | 1 – 0  | Milán AC | GSP Stadium, Nikósie                        |  |
| 20:00 SELČ | 29' Serghei Cleșcenco | Report |          | Diváci: 5.000 Rozhodčí: Antonio López Nieto |  |
| Poznámky: Sestava: Abbiati – Chamot, Roque Junior, Costacurta (K), Contra – Serginho, Ambrosini (75. Kaladze), Albertini, Jose Mari – Rui Costa (65. Pirlo) – Javi Moreno |                       |        |          |                                             |  |

| 2. zápas 21. března 2002 | Milán AC                              | 2 – 0  | Hapoel Tel Aviv FC | Stadio Giuseppe Meazza, Milán           |  |
| 20:20 SELČ | 5' Rui Costa 45 (vl.)' Shimon Gershon | Report |                    | Diváci: 23.184 Rozhodčí: Herbert Fandel |  |
| Poznámky: Sestava: Abbiati – Kaladze, Laursen, Costacurta (K), Chamot – Ambrosini, Albertini, Gattuso – Rui Costa (90+3. Brocchi) – Inzaghi (90. Javi Moreno), Simone (81. Donati) |                                       |        |                    |                                         |  |

#### Semifinále
| 1. zápas 4. dubna 2002 | Borussia Dortmund                                    | 4 – 0  | Milán AC | Westfalenstadion, Dortmund           |  |
| 20:30 SELČ | 7 (pen.)', 33', 39' Márcio Amoroso 63' Jörg Heinrich | Report |          | Diváci: 52.000 Rozhodčí: Graham Poll |  |
| Poznámky: Sestava: Abbiati – Kaladze, Laursen, Maldini (K), Contra (64. Roque Junior) – Albertini (46. Serginho), Gattuso (61. Rui Costa), Ambrosini – Pirlo – Jose Mari, Inzaghi |                                                      |        |          |                                      |  |

| 2. zápas 11. dubna 2002 | Milán AC                                                    | 3 – 1  | Borussia Dortmund | Stadio Giuseppe Meazza, Milán             |  |
| 20:45 SELČ | 11' Filippo Inzaghi 19' Cosmin Contra 90+2 (pen.)' Serginho | Report | 90+4' Lars Ricken | Diváci: 15.301 Rozhodčí: Gilles Veissiere |  |
| Poznámky: Sestava: Abbiati – Kaladze, Laursen, Chamot, Helveg (K) – Serginho, Gattuso (66. Albertini), Contra (62. Jose Mari) – Pirlo – Inzaghi, Ševčenko (67. Simone) |                                                             |        |                   |                                           |  |

## Hráčské statistiky
Aktuální ke konci sezony 2001/2002
|        |                       |        | Serie A | Serie A     | Serie A   | Serie A   |     | Domácí poháry IP | Domácí poháry IP | Domácí poháry IP | Domácí poháry IP |   | Evropské poháry UEFA | Evropské poháry UEFA | Evropské poháry UEFA | Evropské poháry UEFA |           | Celkem | Celkem      | Celkem | Celkem    |
| Pozice | Jméno                 |        | Zápasy  | Čistá konta |           | Vyloučení |     | Zápasy           | Čistá konta      |                  | Vyloučení        |   | Zápasy               | Čistá konta          |                      | Vyloučení            |           | Zápasy | Čistá konta |        | Vyloučení |
| B      | Christian Abbiati     | 34     | 33      | 0           | 0         | 1         | 0   | 0                | 0                | 11               | 8                | 1 | 0                    | 46                   | 41                   | 1                    | 0         |        |             |        |           |
| B      | Sebastiano Rossi      | 0      | 0       | 0           | 0         | 5         | 6   | 0                | 0                | 1                | 0                | 0 | 0                    | 6                    | 6                    | 0                    | 0         |        |             |        |           |
| B      | Valerio Fiori         | 0      | 0       | 0           | 0         | 0         | 0   | 0                | 0                | 0                | 0                | 0 | 0                    | 0                    | 0                    | 0                    | 0         |        |             |        |           |
| Pozice | Jméno                 | Zápasy | Gól     |             | Vyloučení | Zápasy    | Gól |                  | Vyloučení        | Zápasy           | Gól              |   | Vyloučení            | Zápasy               | Gól                  |                      | Vyloučení |        |             |        |           |
| O      | Kacha Kaladze         | 30     | 4       | 3           | 0         | 5         | 0   | 1                | 0                | 11               | 0                | 1 | 0                    | 46                   | 4                    | 5                    | 0         |        |             |        |           |
| O      | Cosmin Contra         | 29     | 3       | 9           | 0         | 4         | 0   | 4                | 0                | 10               | 1                | 4 | 0                    | 43                   | 4                    | 17                   | 0         |        |             |        |           |
| O      | Martin Laursen        | 22     | 2       | 3           | 0         | 6         | 0   | 0                | 0                | 9                | 0                | 2 | 0                    | 37                   | 2                    | 5                    | 0         |        |             |        |           |
| O      | José Antonio Chamot   | 22     | 0       | 2           | 0         | 5         | 0   | 0                | 0                | 5                | 0                | 0 | 0                    | 32                   | 0                    | 2                    | 0         |        |             |        |           |
| O      | Roque Junior          | 18     | 0       | 3           | 0         | 5         | 0   | 1                | 0                | 9                | 0                | 3 | 0                    | 32                   | 0                    | 7                    | 0         |        |             |        |           |
| O      | Alessandro Costacurta | 21     | 0       | 6           | 1         | 3         | 0   | 0                | 0                | 7                | 0                | 0 | 0                    | 31                   | 0                    | 6                    | 1         |        |             |        |           |
| O      | Thomas Helveg         | 14     | 0       | 4           | 0         | 4         | 0   | 0                | 0                | 5                | 0                | 0 | 0                    | 23                   | 0                    | 4                    | 0         |        |             |        |           |
| O      | Paolo Maldini         | 15     | 0       | 1           | 0         | 0         | 0   | 0                | 0                | 4                | 0                | 1 | 0                    | 19                   | 0                    | 2                    | 0         |        |             |        |           |
| O      | Mohammud Adama Sarr   | 1      | 0       | 0           | 0         | 0         | 0   | 0                | 0                | 2                | 1                | 0 | 0                    | 3                    | 1                    | 0                    | 0         |        |             |        |           |
| O      | Francesco Coco        | 1      | 0       | 0           | 0         | 0         | 0   | 0                | 0                | 0                | 0                | 0 | 0                    | 1                    | 0                    | 0                    | 0         |        |             |        |           |
| Pozice | Jméno                 | Zápasy | Gól     |             | Vyloučení | Zápasy    | Gól |                  | Vyloučení        | Zápasy           | Gól              |   | Vyloučení            | Zápasy               | Gól                  |                      | Vyloučení |        |             |        |           |
| Z      | Gennaro Gattuso       | 32     | 0       | 7           | 1         | 5         | 0   | 1                | 0                | 10               | 0                | 5 | 0                    | 47                   | 0                    | 13                   | 1         |        |             |        |           |
| Z      | Serginho              | 27     | 4       | 3           | 0         | 4         | 0   | 0                | 0                | 8                | 1                | 3 | 0                    | 39                   | 5                    | 6                    | 0         |        |             |        |           |
| Z      | Demetrio Albertini    | 24     | 0       | 4           | 0         | 4         | 0   | 1                | 0                | 8                | 0                | 0 | 0                    | 36                   | 0                    | 5                    | 0         |        |             |        |           |
| Z      | Rui Costa             | 22     | 0       | 1           | 0         | 1         | 0   | 0                | 0                | 10               | 3                | 2 | 0                    | 33                   | 3                    | 3                    | 0         |        |             |        |           |
| Z      | Andrea Pirlo          | 18     | 2       | 2           | 0         | 2         | 0   | 0                | 0                | 9                | 0                | 0 | 0                    | 29                   | 2                    | 2                    | 0         |        |             |        |           |
| Z      | Massimo Donati        | 17     | 0       | 1           | 0         | 4         | 0   | 1                | 0                | 7                | 0                | 2 | 0                    | 28                   | 0                    | 4                    | 0         |        |             |        |           |
| Z      | Cristian Brocchi      | 12     | 1       | 0           | 0         | 5         | 0   | 1                | 0                | 7                | 0                | 1 | 0                    | 24                   | 1                    | 2                    | 0         |        |             |        |           |
| Z      | Massimo Ambrosini     | 9      | 3       | 0           | 0         | 1         | 0   | 0                | 0                | 3                | 0                | 3 | 0                    | 13                   | 3                    | 3                    | 0         |        |             |        |           |
| Z      | Ümit Davala           | 10     | 0       | 1           | 1         | 3         | 0   | 0                | 0                | 0                | 0                | 0 | 0                    | 13                   | 0                    | 1                    | 1         |        |             |        |           |
| Z      | Marco Donadel         | 0      | 0       | 0           | 0         | 1         | 0   | 0                | 0                | 1                | 0                | 0 | 0                    | 2                    | 0                    | 0                    | 0         |        |             |        |           |
| Z      | Ibrahim Ba            | 2      | 0       | 0           | 0         | 0         | 0   | 0                | 0                | 0                | 0                | 0 | 0                    | 2                    | 0                    | 0                    | 0         |        |             |        |           |
| Z      | Catilina Aubameyang   | 0      | 0       | 0           | 0         | 0         | 0   | 0                | 0                | 1                | 0                | 0 | 0                    | 1                    | 0                    | 0                    | 0         |        |             |        |           |
| Z      | Fernando Redondo      | 0      | 0       | 0           | 0         | 0         | 0   | 0                | 0                | 0                | 0                | 0 | 0                    | 0                    | 0                    | 0                    | 0         |        |             |        |           |
| Pozice | Jméno                 | Zápasy | Gól     |             | Vyloučení | Zápasy    | Gól |                  | Vyloučení        | Zápasy           | Gól              |   | Vyloučení            | Zápasy               | Gól                  |                      | Vyloučení |        |             |        |           |
| Ú      | Andrij Ševčenko       | 29     | 14      | 1           | 0         | 3         | 0   | 0                | 0                | 6                | 3                | 0 | 0                    | 38                   | 17                   | 1                    | 0         |        |             |        |           |
| Ú      | Filippo Inzaghi       | 20     | 10      | 3           | 0         | 1         | 2   | 1                | 0                | 7                | 4                | 1 | 0                    | 28                   | 16                   | 5                    | 0         |        |             |        |           |
| Ú      | Javi Moreno           | 16     | 2       | 2           | 0         | 4         | 4   | 1                | 0                | 7                | 3                | 0 | 0                    | 27                   | 9                    | 0                    | 0         |        |             |        |           |
| Ú      | Jose Mari             | 16     | 2       | 3           | 0         | 3         | 2   | 1                | 0                | 5                | 1                | 0 | 0                    | 24                   | 5                    | 4                    | 0         |        |             |        |           |
| Ú      | Marco Simone          | 9      | 0       | 1           | 0         | 3         | 1   | 0                | 0                | 3                | 0                | 0 | 0                    | 15                   | 1                    | 1                    | 0         |        |             |        |           |
| Ú      | Vitalij Kutuzov       | 2      | 0       | 0           | 0         | 2         | 0   | 0                | 0                | 0                | 0                | 0 | 0                    | 4                    | 0                    | 0                    | 0         |        |             |        |           |
| Ú      | Mohammed Aliyu Datti  | 0      | 0       | 0           | 0         | 0         | 0   | 0                | 0                | 0                | 0                | 0 | 0                    | 0                    | 0                    | 0                    | 0         |        |             |        |           |